# بوری، بنین
بوری (به فرانسوی: Bori) شهری در استان بورگو واقع در کشور بنین است که در سال ۱۹۹۲ میلادی ۱۱٬۰۰۴ نفر جمعیت داشته و جمعیت آن در سال ۲۰۰۵ میلادی به ۱۵٬۷۰۸ نفر رسیده‌است.